# Craibiodendron
Craibiodendron é um género botânico pertencente à família Ericaceae.

## Espécies
- Craibiodendron forrestii
- Craibiodendron henryi
- Craibiodendron kwangtuogense
- Craibiodendron mannii
- Craibiodendron scleranthum
- Craibiodendron shanicum
- Craibiodendron stellatum
- Craibiodendron vietnamense
- Craibiodendron yunnanense

1. ↑  «Craibiodendron — World Flora Online». www.worldfloraonline.org. Consultado em 19 de agosto de 2020